# サイモン・マースデン
サイモン・マースデン（Sir Simon Neville Llewelyn Marsden, 4th Baronet 1948年12月1日 - 2012年1月22日）は、イギリス生まれの写真家。
白黒写真、特に赤外線フィルムを使用し、イギリスをはじめとするヨーロッパの幽霊屋敷と呼ばれる建物や遺跡などを撮影した作品が多い。

## 日本語文献
- 『幽霊城』　平石律子訳、トレヴィル、1996年、ISBN 4845710609
- 『幽霊城 : サイモン・マースデン写真集』　平石律子訳、河出書房新社、2005年、ISBN 4309906672
- 『悪霊館 : サイモン・マースデン写真集』　平石律子訳、河出書房新社、2006年、ISBN 4309906915